# Savalou-aga
Savalou-aga est l'un des quatorze arrondissements de la commune de Savalou dans le département des Collines au centre du Bénin.

## Géographie
L'arrondissement de Savalou-aga est situé au centre du Bénin et compte 6 villages. Il s'agit de : 
- Dodome
- Honnoukon
- Kpakpassa
- Lowo
- Misse
- Zoudji.

## Démographie
Selon le recensement de la population de 2013 conduit par l'Institut national de la statistique et de l'analyse économique (INSAE), Savalou-aga compte 14394 habitants  .